# 井之頭自然文化園
井之頭自然文化園（いのかしらしぜんぶんかえん）是日本東京都武藏野市（分園位於三鷹市）的都立動物園，位於井之頭公園一角，開園時間為1942年5月17日。
井之頭自然文化園所屬機關是東京都建設局，它與恩賜上野動物園、多摩動物公園、葛西臨海水族園共同導入指定管理者制度，於2006年4月1日成為公益財團法人東京動物園協會所屬。

## 設計
井之頭自然文化園本園位於武蔵野市御殿山、分園位於三鷹市井之頭。本園主要飼育哺乳類與鳥類、井之頭地分園則飼育水鳥。本園擁有文化施設「資料館」，主持特設展示、講演等活動。2013年，「熱帶鳥類温室」因為老朽而閉館。分園飼育魚類、兩棲類，擁有「水生物館」。
井之頭自然文化園本園一角設置「彫刻園」，展示有名彫刻家北村西望的作品。小型遊樂園地位於井之頭自然文化園本園，提供親子遊憩。

## 年表
- 1917年：井之頭恩賜公園開園｡
- 1934年：井之頭池中之島的小動物園開園｡
- 1936年：水族館開設｡

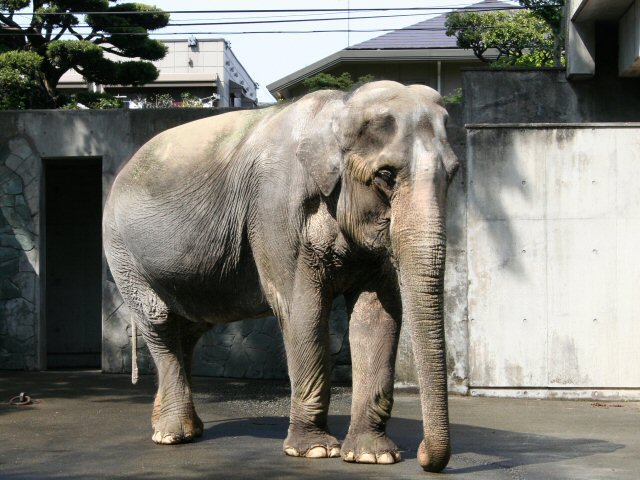
亞洲象花子（2006年4月28日）

- 1942年：井之頭自然文化園開園｡資料館完成｡
- 1952年：童心居完成｡
- 1954年：亞洲象花子移往井之頭恩賜公園｡
- 1958年：彫刻園1號館、日本水生植物園完成｡
- 1961年：彫刻園2號館完成｡
- 1962年：熱帯鳥温室完成｡
- 1963年：童話之國完成｡
- 1964年：彫刻園3號館完成｡
- 1968年：黇鹿日本首次繁殖成功。
- 1969年：灰鶴日本首次繁殖成功。
- 1972年：藍鳳冠鳩日本首次繁殖成功｡
- 1975年：水生物館改築｡
- 1982年：彫刻園4號館完成｡
- 1988年：和鳥舎、分園管理棟完成。銅長尾雉日本首次繁殖成功｡
- 2000年：韓國的豹貓移往井之頭恩賜公園｡
- 2006年：對馬山猫移往井之頭恩賜公園｡
- 2007年：黄鼬移往井之頭恩賜公園｡
- 2011年：3月17日－31日、受到東北地方太平洋沖地震影響，井之頭恩賜公園臨時休園。
- 2012年：強烈颱風谷超影響、約30隻日本松鼠脫逃[1]。
- 2013年：熱帶鳥類温室老化，展示終止。

## 外部連結
- 井の頭自然文化園公式サイト - 東京ズーネット（页面存档备份，存于）（財団法人東京動物園協会）
- 井の頭恩賜公園（页面存档备份，存于）（東京都西部公園緑地事務所）
- Being いきてること展